# Skandinaviska Grafitindustri

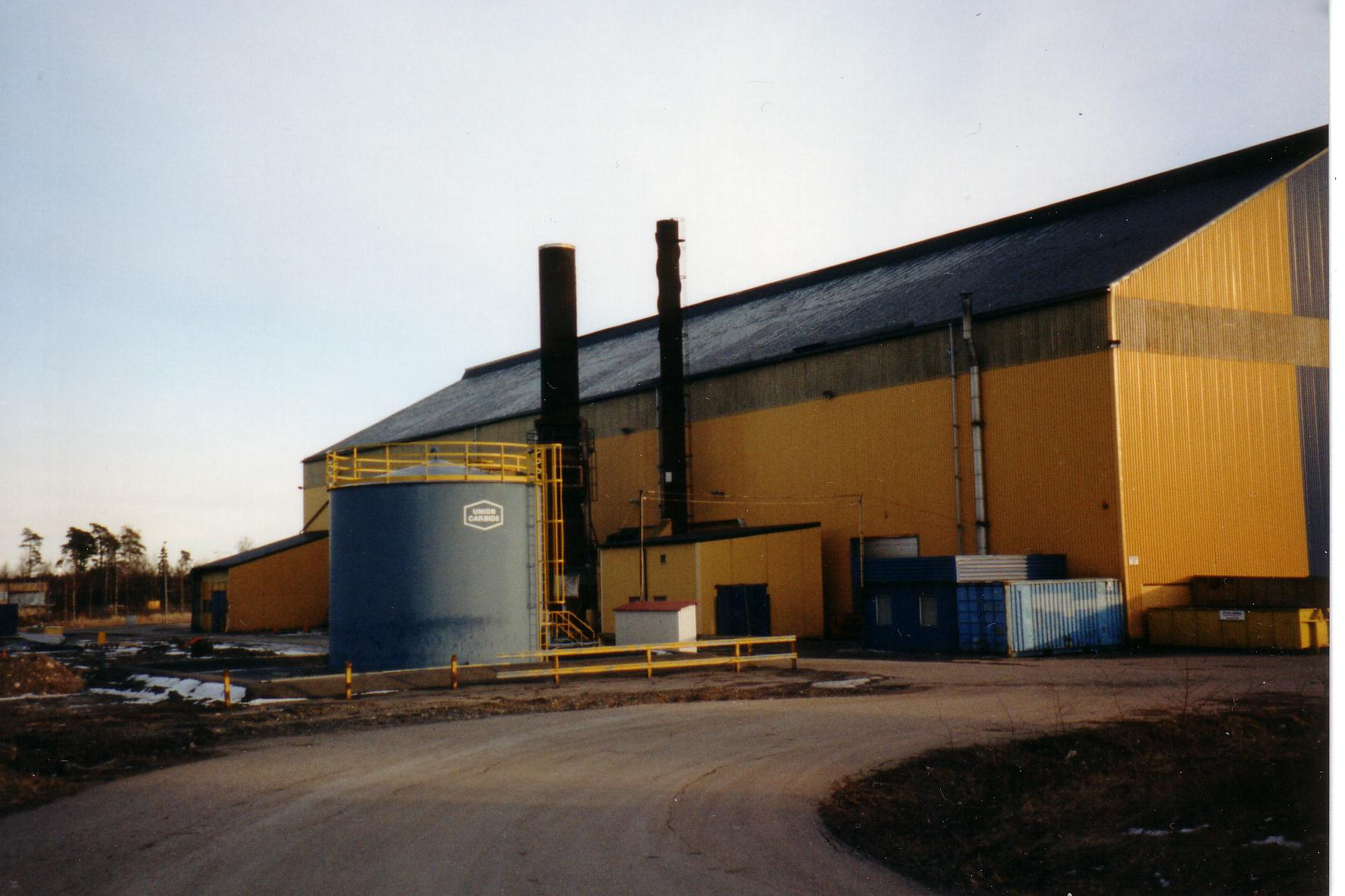
Union Carbide Norden AB:s bakinghall från 1970-talet

Skandinaviska Grafitindustri AB var ett industriföretag i Stallbacka i Trollhättan som startade 1916  och las ner vid årsskiftet 1985/1986.
Företaget var ett bland flera som etablerades i Stallbacka vid denna tid då där fanns tillgång på billig elkraft som passade företag med elslukande processer. I början tillverkade man grafitelektroder, bakelit, smörjmedel av grafit, skarvnipplar, grafitanonder m.m. Men man koncentrerade sig mer på att tillverka grafitelektroder i stora elektriska ugnar. 

## Historia
Under 1950-talet moderniserades Grafiteringshall III & IV, ugnarna moderinserades under 1960-talet för att kunna öka kapaciteten. I ett ytterligare steg i att öka kapaciteten, tillkom på 1970-talet Bakinghallen med impregneringsavdelning av råkol, så kallat grönkol. Byggnaderna var byggda i omgångar och utspridda över ett ganska stort område. Totalt sett uppgick antalet byggnader till närmare 20 stycken.
1967 köptes företaget upp av Union Carbide. Union Carbide bildade dotterbolaget Union Carbide Norden AB med huvudkontoret i Trollhättan.
Företaget fick raskt bekymmer på 1970-talet och en bit in på 1980-talet. Kloralkaliindustrin hade övergått från grafitelektroder till platinaelektroder. Antalet hyttor och smältverk med ljusbågsugnar minskade i snabb takt. Grafitförbrukningen per ton minskade också. Efter att ha gått igenom en svår period med minskande antal anställda lades fabriken ned 1986. Tillverkningen överfördes till Union Carbides nybyggda fabrik i Calais i nordöstra Frankrike 1986. 
Företaget började avveckla sin verksamhet redan i början på 1980-talet då Grafiteringshall III & IV ställdes av. Årsskiftet 1985/1986 lades fabriken ned. 
Efter nedläggningen bildades Grafiten Industricentrum, lokaluthyrning av det gamla fabriksområdet. En rad småföretag har verksamhet på området idag bl.a. Bilåtervinning i f.d. Grafiteringshall III & IV, DHL, däckfirma m.fl.
Idag ägs industricentrumet av ett irländskt bolag. I stort sett alla byggnader finns kvar förutom en liten vaktmästarbostad och utskeppningslastbryggan. 
F.d. huvudkontoret (Byggnad 11) brann sommaren 2004. Övervåningen som blev värst drabbad renoverades efter branden.

## Verksamheten
Den moderna tillverkningen av grafitelektroder går till så att främst petroleumkoks, kolstybb och beck i de rätta proportionerna blandas och formas med värme. Resultatet är en plastig massa som kapas i längder och som sist kyls ned i ett temperaturkontrollerat bad. 
Nästa steg är baking. De färska elektroderna körs in i speciella ugnar där de bakas i 800-gradig värme under cirka 1-2 veckor beroende på elektrodstorleken. Det tar såpass lång tid att få beck omvandlat till kol. 
Efter baking impregneras elektroderna med specialbeck för ge dem bättre täthet, mekanisk styrka och den elektriska ledningsförmåga som de behöver för att kunna arbeta under svåra förhållanden i slutkundens masugnar. 
Nästa steg är rebaking eller ombakning. I detta steg uppnår elektroderna nästan 750 grader för att få impregneringsbecket omvandlat till kol och för att ev. flyktig impregnering ska försvinna. 
De ombakade elektroderna grafiteras i nästa steg. Här ligger elektroderna på rad och glöder, nästan 3 000 grader. I detta stadium övergår materialet till konstgjord grafit. Efteråt kyls de ned innan de går till maskinbearbetning. 
Maskinbearbetningen skalar ned elektroderna till sin slutliga form. Man mäter även det elektriska motståndet i elektroderna. Elektroderna förses även ibland med skarvnipplar i grafit innan de är klara för transport. 
Tillverkningen var mycket smutsig, grafitdamm har en förmåga att tränga in överallt och lägga sig som ett grått fett pulver. Arbetarna fick ha en overall i produktionen och en annan när de gick från en avdelning till en annan på fabriksområdet. 
Ett ständigt problem var koloxid från tillverkningen. Otillräcklig ventilation, gammal utrustning och kanske inte optimala lokaler bidrog till sitt. Det hände några allvarliga incidenter sedan koloxid till exempel vid ett tillfälle läckt in upp genom en golvbrunn inne på ett kontor i anslutning till en av grafiteringshallarna. Vid en del tillfällen fick grafiteringshallarna utrymmas och vädras ut. Fredagen den 9 augusti 1985 höll en datorstyrd ugn på att överhettas med rökutveckling till följd. Vid ett försök att snabbkyla ugnen inträffade en explosion. Så väl hjälpinsatser från polis och räddningstjänst avböjdes och händelsen avskrevs.